# Saal-Eisenbahn-Gesellschaft
Die Saal-Eisenbahn-Gesellschaft im Großherzogtum Sachsen-Weimar-Eisenach, den Herzogtümern Sachsen-Altenburg und Sachsen-Meiningen sowie dem Fürstentum Schwarzburg-Rudolstadt wurde 1871 gegründet und erbaute und betrieb die Saalbahn, die Orlabahn sowie die Bahnstrecke Schwarza–Blankenburg. Der preußische Staat kaufte 1895 die sich in finanziellen Schwierigkeiten befindende Gesellschaft auf.

## Geschichte
Größtes Problem eines Bahnstreckenbaus durch das Tal der Saale war die Zersplitterung der anliegenden Kleinstaaten. Erst nach langwierigen Verhandlungen schlossen die betroffenen Staaten Sachsen-Altenburg, Sachsen-Meiningen, Sachsen-Weimar-Eisenach und Schwarzburg-Rudolstadt am 8. Oktober 1870 einen Staatsvertrag. In ihm wurde festgehalten, dass eine zu gründende Aktiengesellschaft eine Konzession für den Bahnbau erhalten solle, sofern diese 100.000 Taler Kaution aufbringen könne.
Die Saal-Eisenbahn-Gesellschaft wurde am 14. Februar 1871 in das Handelsregister eingetragen und erhielt am 3. April 1871 die Konzession für den Bau und Betrieb einer Bahnstrecke Großheringen–Camburg–Jena–Rudolstadt–Saalfeld. Die eingleisige Strecke sollte in Normalspur gebaut werden und spätestens 30 Monate nach Konzessionserteilung fertig sein. Die ebenfalls geforderte Verbindungsbahn zwischen Orlamünde und Pößneck sollte nach maximal fünf Jahren eröffnet werden.
Der erste Spatenstich fand am 23. Oktober 1871 bei Rothenstein statt. Neben größeren Felsabtragungen bei Cronburg und Rothenstein war insbesondere die Saale selber das größte Bauhindernis. Zwar sollte die Strecke westlich des Flusses entlangführen, um nur eine Brücke über die Saale bei Saalfeld bauen zu müssen, dennoch war es nötig, den Fluss auf insgesamt rund vier Kilometer zu verlegen. Da die Gesellschaft durch den Gründerkrach 1873/74 finanzielle Probleme bekam, wurde sie von den vier Staaten finanziell unterstützt. Am 30. April 1874 wurde die komplette Saalbahn feierlich eröffnet.
Die Baukosten fielen aber wesentlich höher aus als erwartet. Obwohl sich vor allem der Personenverkehr gut entwickelte, hatte die Gesellschaft während ihres ganzen Bestehens immer Finanzschwierigkeiten. So wurde auch der vertraglich geforderte Bau der Orlabahn von Orlamünde nach Pößneck verschoben. Zunächst plante man eine Strecke von Schwarza nach Schwarzburg oder Ohrdruf, um die Einnahmen zu erhöhen. Allerdings kam nur der Abschnitt von Schwarza bis Blankenburg zur Ausführung, der am 1. August 1884 eröffnet wurde. Mit dem Bau der Orlabahn wurde erst 1887 begonnen, der Abschnitt Orlamünde–Jüdewein wurde am 1. Oktober 1889, die Fortsetzung bis nach Oppurg am 15. Oktober 1892 dem Verkehr übergeben.
Die finanzielle Lage hatte sich indessen nicht verbessert, durch ein Hochwasser der Saale und Schwarza waren der Gesellschaft 1890 beträchtliche Schäden entstanden. Auch die Preispolitik der preußischen Staatsbahn sorgte für weitere Probleme. Wenn möglich, zog die Staatsbahn durch extrem günstige Tarife Verkehr von den Privatbahnen ab, um diese dann möglichst preiswert aufzukaufen. Durch die Verbindung Weißenfels–Gera–Saalfeld war es möglich, die Saalbahn zu umgehen. Die Lage der Saal-Eisenbahn-Gesellschaft verschärfte sich immer mehr, die Aktionäre stimmten daher am 9. Juni 1891 dem Verkauf der Gesellschaft zu. Die Verhandlungen mit Preußen zogen sich aber hin, da diese mit weiteren Streckeneröffnungen (unter anderem der Bahnstrecke Arnstadt–Saalfeld) die Aktiengesellschaft langsam in den Ruin treiben konnten, was den Kaufpreis weiter gesenkt hätte. Da sich nun aber auch Sachsen für den Kauf der Gesellschaft interessierte, gab Preußen am 21. Februar 1895 ein Kaufangebot ab. Das Angebot wurde am 26. April 1895 angenommen, noch notwendige Verträge mit den vier thüringischen Staaten wurden im Juli 1895 abgeschlossen, Preußen erwarb die Gesellschaft für nur 16,5 Millionen Mark, allein die Baukosten für die Strecke waren deutlich höher. Übernommen wurde die Gesellschaft am 1. Oktober 1895, die Strecken gehörten fortan zur Königlichen Eisenbahn-Direktion Erfurt.